# Muerte de Osama bin Laden
El asesinato de Osama bin Laden, ocurrió en el marco de la Operación Lanza de Neptuno cuando unidades de élite de las Fuerzas Armadas de los Estados Unidos abatieron a Osama bin Laden (nombre en clave: Gerónimo) en el transcurso de un tiroteo en Abbottabad, Pakistán. El presidente Barack Obama informó públicamente la noche del 2 de mayo de 2011 que un pequeño equipo de operaciones especiales había dado muerte a Bin Laden. El soldado que mató a Bin Laden fue Robert O'Neill.
La misión, cuyo nombre en clave fue «Operación Lanza de Neptuno», fue llevada a cabo por unidades del Grupo de Desarrollo de Guerra Naval Especial de los Estados Unidos (unidad de élite de los SEAL) bajo el Mando de Operaciones Especiales de los Estados Unidos, en coordinación con operativos de la Agencia Central de Inteligencia (CIA). Las autoridades pakistaníes confirmaron que Bin Laden murió en Pakistán en un enfrentamiento con militares estadounidenses.
Según informó la Administración de Obama, el cuerpo de Bin Laden fue arrojado al mar tras comprobar, mediante pruebas de ADN, que efectivamente se trataba del fugitivo. Más tarde generaría polémica la decisión de no hacer públicas las fotografías y muestras de ADN que Estados Unidos decía tener.
La operación en sí tampoco estuvo exenta de polémica. Algunas organizaciones y personas la criticaron. El 21 de mayo de 2015, el periodista ganador del Premio Pulitzer Seymour Hersh, publicó en la revista London Review of Books un artículo titulado "El asesinato de Osama bin Laden", denunciando que la versión oficial es completamente falsa. Hersh sostuvo que Bin Laden había sido capturado por Pakistán cinco años antes y mantenido detenido aislado en una casa ubicada en Abbottabad, y que cuando Estados Unidos se enteró por una filtración de inteligencia, simplemente solicitó al gobierno de Pakistán acceso al detenido, oportunidad en la que fue asesinado a sangre fría.

## Operación

### Preparativos
Los servicios secretos de Estados Unidos seguían la pista del kuwaití Abu Ahmmad (mensajero de Bin Laden) desde 2007 cuyo seudónimo había sido revelado por detenidos de la cárcel de Guantánamo como uno de los hombres de confianza de Bin Laden. Tras unos meses de investigación a comienzos de 2011 fue cuando la inteligencia estadounidense consideró seriamente la teoría de que Bin Laden se encontraba en ese país. Desde entonces, el presidente Barack Obama mantuvo cinco reuniones (desde mediados de marzo hasta finales de abril) con miembros del Consejo de Seguridad Nacional para decidir la estrategia y perfilar un plan.
Los dos últimos encuentros tuvieron lugar el 19 y el 28 de abril de 2011. Al día siguiente, el viernes 29, el presidente Obama dio la orden para iniciar la misión, que tenía la finalidad de capturar al líder de Al Qaeda.

### Detalles de la operación
Sobre la 01:00 del 2 de mayo (hora local de Pakistán, 20:00 h. del 1 de mayo UTC), un pequeño grupo de comandos de élite del SEAL estadounidense condujo la operación, en la que, tras un intercambio de fuego, se hizo con el cuerpo del terrorista en la localidad de Abbottabad, al norte del país.

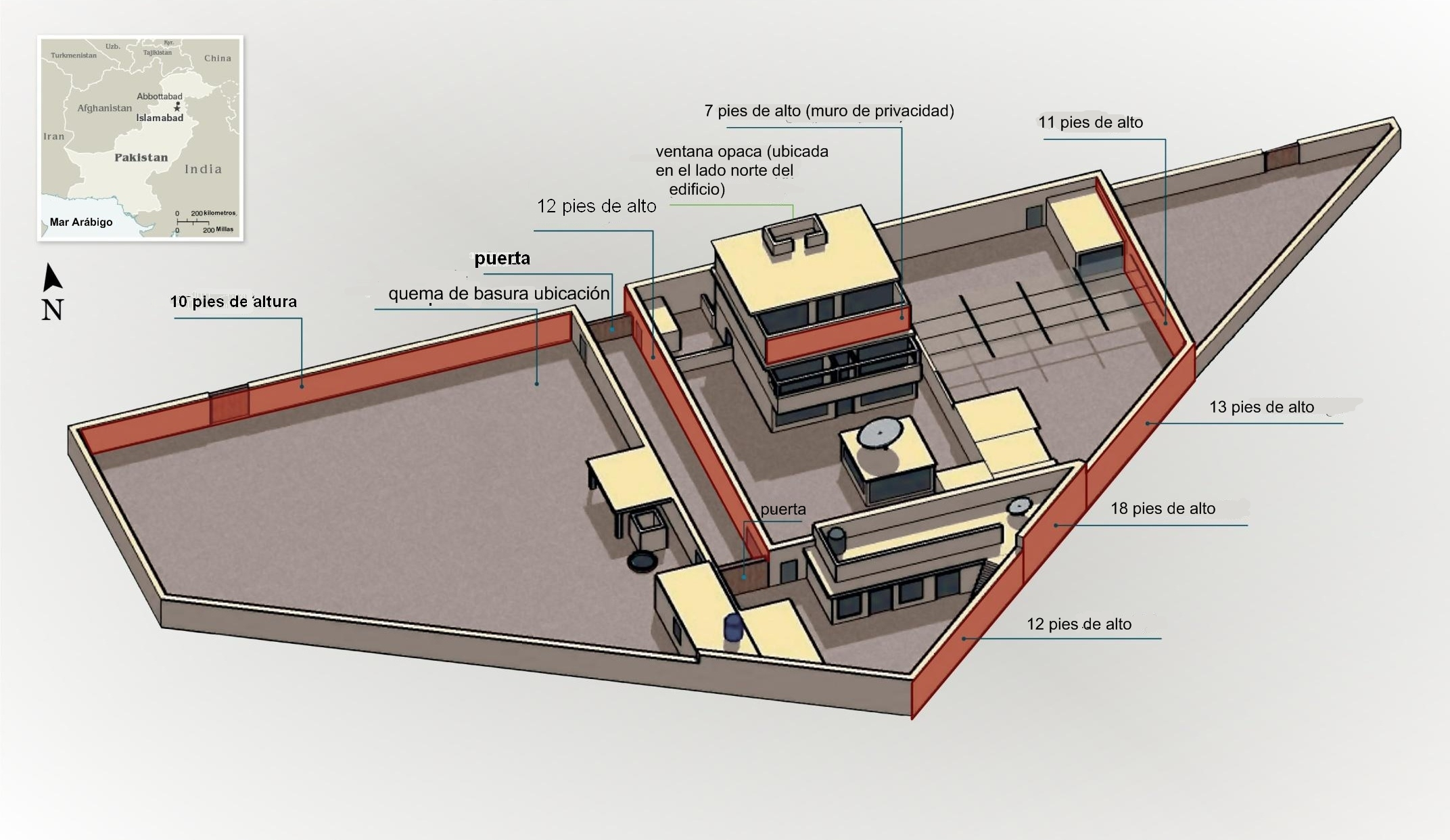
Plano del escondite de Osama Bin Laden.

La fuerza de asalto estuvo en tierra menos de 40 minutos y la operación estuvo supervisada en tiempo real por el director de la CIA, Leon Panetta, y otros altos cargos de los servicios de Inteligencia desde una sala de conferencias en la sede de la CIA, en Langley (Virginia) según los responsables de la operación.

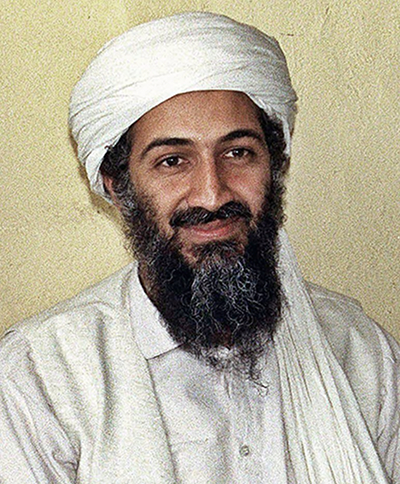
Imagen del fallecido Osama bin Laden. La fotografía data de entre 1997 y 1998 cuando fue entrevistado por el periodista Hamid Mir.

En la misma murieron cinco personas, incluido Bin Laden: cuatro hombres y una mujer, se confirmó que esa mujer era su esposa, según fuentes de la administración norteamericana. El diario The Washington Post indicó que durante el ataque se perdió un helicóptero estadounidense debido a un fallo mecánico. «El helicóptero fue destruido por la tripulación», aseguró un oficial estadounidense. El propio Obama aseguró que ningún militar estadounidense falleció ni resultó herido.
Fuentes del Congreso informadas por la Casa Blanca y citadas por los medios estadounidenses indicaron que Bin Laden murió de un disparo en la cabeza, concretamente en el ojo izquierdo, mientras se resistía con armas a su captura. Horas después, se informó de que las autoridades estadounidenses no tenían intención de capturar vivo a Bin Laden, según manifestaron a las agencias de prensa miembros de la seguridad nacional de Estados Unidos. En un primer momento, fuentes oficiales estadounidenses informaron de que Bin Laden habría utilizado a su esposa como escudo humano en el momento de ser abatido, y por eso ella también habría muerto.
Sin embargo, según informaciones posteriores también facilitadas por la administración estadounidense, Bin Laden no estaba armado al ser abatido ni tampoco usó a una mujer como escudo humano, pero sí estaba la mujer que intentó protegerlo; la cual disparó a los comandos estadounidenses y por eso fue herida en una pierna (pero no resultó muerta como se informó al principio). Según el artículo 8, 2, b), VI del Estatuto de Roma de la Corte Penal Internacional, que no ha sido ratificado por Estados Unidos, es un crimen de guerra «causar la muerte o lesiones a un enemigo que haya depuesto las armas o que, al no tener medios para defenderse, se haya rendido a discreción».
El recinto en el que fue localizado Bin Laden se encontraba en un enclave turístico a poco más de una hora en coche de Islamabad. El asalto al complejo, de tres plantas, se realizó con helicópteros. El edificio en cuestión era ocho veces más grande que las casas cercanas; tenía muros de entre 3,6 y 5,5 metros de altura coronados por alambre de espino. La vivienda contaba con muros internos y dos puertas de seguridad que restringían el acceso. Pocas de las ventanas daban para el exterior y la terraza contaba con un muro de 2,1 metros de alto. La propiedad estaba valorada en aproximadamente un millón de dólares pero no disponía de teléfono ni servicio de Internet.
Dentro vivían tres familias, incluido Bin Laden. En la operación antiterrorista, murieron con él un hijo mayor de edad, una mujer no identificada y dos hombres, identificados como un mensajero de Al Qaeda —uno de los pocos en los que confiaba Bin Laden, el que le mantenía en contacto con el exterior— y su hermano.

### Polémicas
Las confusas informaciones reveladas pusieron en evidencia importantes contradicciones sobre la versión oficial de la operación; entre esas contradicciones la más relevante es el motivo por el que no se pudo arrestar vivo a Bin Laden si, como afirma la administración estadounidense, esa opción no estaba descartada de antemano, teniendo en cuenta que por su edad y estado de salud, así como el hecho de encontrarse desarmado, los comandos pudieron detenerle y trasladarle al helicóptero. Además, trascendió que en el momento de ser sorprendido, la resistencia de sus guardaespaldas ya había sido vencida, disponiéndose de tiempo suficiente para su evacuación, citando como prueba el hecho de que tuvieron tiempo para llevarse mucho material incautado en la casa. También se citó la contradicción de las primeras informaciones de que Bin Laden había utilizado como escudo humano a la mujer que estaba con él, para después desmentirlo; las últimas informaciones revelaron que la mujer no estaba armada como también se dijo, y que simplemente se arrojó contra los soldados para proteger al terrorista, y por eso fue herida. Además Estados Unidos admitió que en la operación no sólo participaron militares de la Navy SEAL sino también miembros de los escuadrones paramilitares de la CIA, aunque sin aclarar su papel en el operativo.

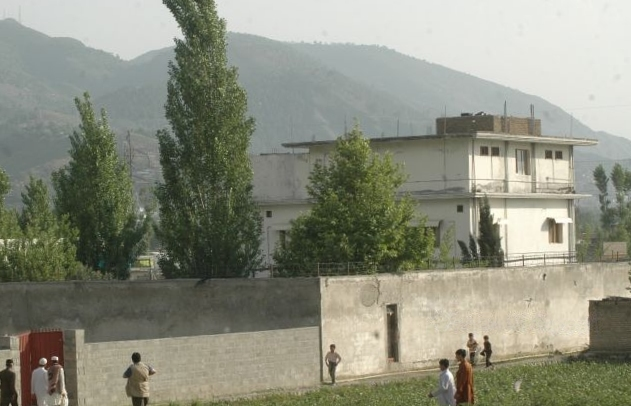
Base en la que fue encontrado Osama bin Laden en la localidad pakistaní de Abbottabad.

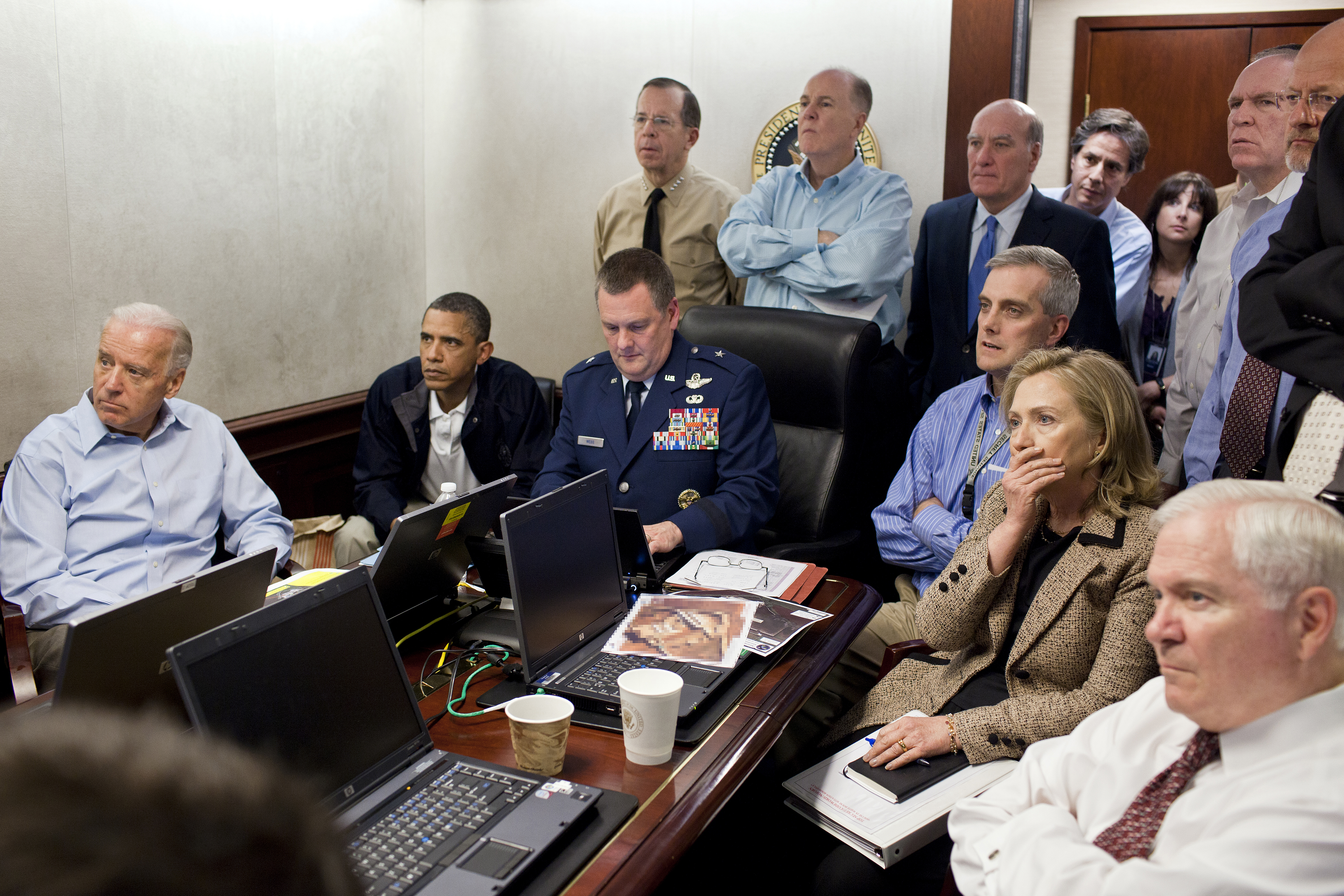
El presidente estadounidense Barack Obama junto a miembros de su gabinete y distintos mandos militares presenciando en directo la operación a través de las cámaras de aviones no tripulados sobre el complejo de Bin Laden. Cliquear en la imagen y pasar el ratón sobre ella para identificar a los distintos presentes, véase la descripción para más información sobre la fotografía

También se plantearon dudas sobre si el helicóptero accidentado fue abatido por disparos de los terroristas o si realmente sufrió una avería mecánica que obligó a un aterrizaje de emergencia y su posterior destrucción por los comandos. Otras controversias aluden a la afirmación del gobierno de Pakistán de que, desconocedor de la operación por no haber sido notificado por Estados Unidos de la misma, ordenó un ataque de cazas de su Fuerza Aérea a las fuerzas atacantes sin saber que se trataba de fuerzas estadounidenses; pero que los aviones llegaron tarde. Sin embargo los analistas cuestionan que los aviones de combate pakistaníes no pudieron tardar más de 45 minutos en llegar al emplazamiento de la casa, y además no se explica por qué los pakistaníes no enviaron tropas de tierra desde la cercana Academia Militar de Pakistán (ubicada a sólo 500 metros de la casa escenario de la batalla), lo que pone en tela de juicio la versión de las autoridades de Pakistán.
Por último hay versiones de fuentes de seguridad pakistaníes de que una hija menor de edad de Bin Laden tomada bajo custodia durante el operativo habría dicho que su padre fue ejecutado después de haberse rendido.
En los días posteriores al suceso surgió la información de que aunque Bin Laden no estaba armado, se disponía a coger un fusil AK-47 y una pistola Makarov que estaban en su habitación cuando fue abatido; este hecho justificaría el haberle disparado. También estas informaciones apuntaron a que uno solo de sus hombres, su mensajero de confianza Abu Ahmed al-Kuwaiti, disparó contra los comandos estadounidenses, durante un breve tiempo al comienzo del asalto a la casa. Los otros hombres muertos por los efectivos estadounidenses, incluyendo el hijo de Bin Laden, no estaban armados. De acuerdo a esos reportes el asalto fue «caótico y sangriento», y eso contribuyó a las bajas.
Las últimas informaciones aportadas por fuentes de la administración estadounidense que pudieron ver los videos filmados con las mini cámaras instaladas en los cascos de los soldados del comando asaltante; revelan que Bin Laden esquivó los primeros disparos que le efectuaron los soldados cuando se encontraba en el rellano de la escalera que conduce al segundo piso de su mansión. Después de eso, Bin Laden corrió a refugiarse en la habitación de sus esposas y de sus hijas; los militares irrumpieron en el dormitorio, el primer soldado en entrar apartó a un lado a las hijas de Bin Laden, el segundo le disparó al líder terrorista en el pecho y el tercero en entrar lo remató disparándole en la cabeza. Según esta nueva versión, no hubo tiroteo dentro de la edificación donde vivía Bin Laden; donde si hubo resistencia y por lo tanto intercambio de disparos, fue en el edificio contiguo que formaba parte del conjunto residencial propiedad de Bin Laden. En ese edificio anexo fue donde murieron su hijo, sus mensajeros y la mujer de uno de ellos.

### Nombre código
Gerónimo EKIA Enemy Killed In Action (Enemigo Muerto En Acción) es la palabra clave que confirmó la muerte de Bin Laden. Gerónimo, el nombre en clave de la operación contra el líder de Al Qaeda, era el nombre del último cacique de la tribus apaches del siglo XIX, una de las que luchó contra la conquista del oeste de América del Norte.

### Destino del cuerpo de Osama bin Laden
Según fuentes oficiales estadounidenses, Osama bin Laden participó desarmado en la resistencia contra el pequeño grupo de estadounidenses, hasta que éstos finalmente le dieron muerte con un disparo en la cabeza. Los estadounidenses se apoderaron del cuerpo de Bin Laden después del tiroteo, lo llevaron de vuelta a Afganistán en helicóptero y confirmaron su identidad, haciendo comparaciones con las muestras de ADN tomadas del cerebro de una hermana de Bin Laden fallecida de cáncer en los Estados Unidos.
Su cuerpo fue trasladado al portaaviones USS Carl Vinson, donde tras celebrarse un funeral según los ritos islámicos, fue sepultado en el mar. Un funcionario estadounidense informó que el cadáver fue arrojado al mar a las 2:00 a. m., hora Washington D. C..

## Reacciones

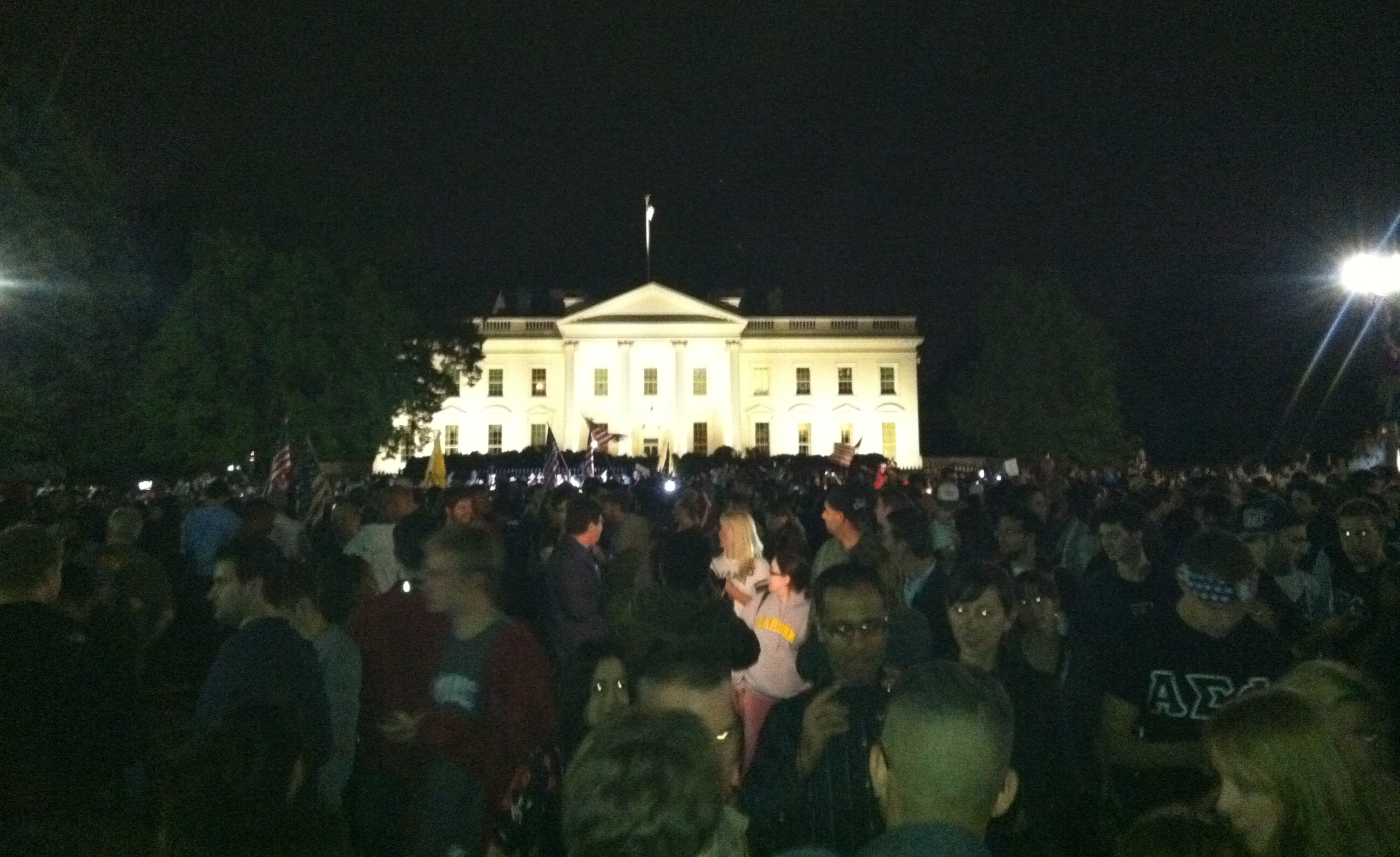
Reacción de los ciudadanos estadounidenses, frente a la Casa Blanca al confirmarse la muerte de Osama bin Laden.

### En Estados Unidos
Minutos después del anuncio de su muerte, multitudes de personas se reunieron espontáneamente en lugares como la Casa Blanca, Times Square, El Pentágono y la zona cero para celebrar la noticia, vitoreando el cántico ¡U-S-A! a modo de celebración.

### Reacciones internacionales
- Alemania: El ministro alemán de relaciones exteriores, el liberal Guido Westerwelle, se sumó a quienes han felicitado a Estados Unidos por el éxito de la operación. «El hecho de que se haya acabado con las maniobras sangrientas de ese terrorista es una buena noticia para todos los hombres que defienden la paz y la libertad en el mundo», dijo Westerwelle en una primera reacción de Alemania.
- Santa Sede: El portavoz de la Santa Sede, el padre Federico Lombardi, indicó que la muerte de Osama Bin Laden «no sea ocasión para un crecimiento ulterior del odio, sino de la paz (…) Bin Laden ha tenido la gravísima responsabilidad de difundir división y odio entre los pueblos, causando la muerte de innumerables personas y de instrumentalizar las religiones con este fin. Ante la muerte de un hombre, un cristiano no se alegra nunca aunque sí debe reflexionar sobre las responsabilidades de cada uno ante Dios y ante los hombres».[33]
- México: El presidente de México, Felipe Calderón; afirmó que la muerte del líder terrorista Osama Bin Laden es «un hecho de gran trascendencia en los esfuerzos para liberar al mundo del flagelo del terrorismo» que amenaza a la paz y la seguridad internacionales.
- Perú: El presidente del Perú, Alan García; atribuyó la muerte de Osama bin Laden como el primer «milagro» del entonces Beato Papa Juan Pablo II.[34][35][36][37]
- Argentina: La cancillería de Argentina, dirigida por Héctor Timerman, emitió un comunicado manifestando «su profundo rechazo a quienes utilizan la política o la religión para cometer acciones criminales» considerando las acciones de Bin Laden «repudiadas por toda persona y país que cree profunda y sinceramente en la dignidad de la condición humana».[38]

### Críticas
La operación no estuvo exenta de críticas. Numerosas organizaciones, entre ellas Amnistía Internacional, denunciaron la ilegalidad de la operación y las implicaciones éticas que esta acarreaba, como el haber asesinado a Osama bin Laden en vez de haberle capturado con vida aun cuando éste estaba desarmado.
El portavoz de Izquierda Unida en el Congreso de los Diputados de España, Gaspar Llamazares, cargó contra la operación asegurando que se trataba de un acto de «terrorismo de Estado». Llamazares dijo que Estados Unidos había cometido una «ejecución extrajudicial» que quedaba «fuera del Derecho Internacional» y que «el fin no justifica los medios».
El entonces magistrado español Baltasar Garzón dijo que «Su muerte no está justificada desde el punto de vista del Derecho Internacional». Garzón puso como ejemplo los GAL. «Si esto hubiera sucedido en España, se habría abierto procedimiento a quien hubiera dado la orden y exigido responsabilidades», manifestó.
En España algunos han señalado la incoherencia de justificar o aplaudir el asesinato de Osama Bin Laden y condenar el GAL.
El vicepresidente venezolano Elías Jaua condenó la muerte de bin Laden y sus celebraciones posteriores.